# アジアリーグアイスホッケー2019-2020
アジアリーグアイスホッケー2019-2020シーズンは、15シーズン目のアジアリーグアイスホッケーである。サハリンが初優勝を決めた。

## 参加チーム
前シーズンと同じく、全8チームが参加する。